# درو
درو (مسيسيبي) (بالإنجليزية: Drew, Mississippi)‏ هي مدينة تقع في الولايات المتحدة في مقاطعة صنفلور.  يقدر عدد سكانها بـ 2,434 نسمة ومساحتها 2.9 كم2  وترتفع عن سطح البحر 41 متر.

## التركيبة السكانية
حدّد مكتب تعداد الولايات المتحدة بيانات التركيبة السكانية لدرو في تعداد الولايات المتحدة. في ما يلي، التركيبة السكانية حسب تعدادي 2000 و2010.

### تعداد عام 2000
بلغ عدد سكان درو 2,434 نسمة بحسب تعداد عام 2000، وبلغ عدد الأسر 811 أسرة وعدد العائلات 607 عائلة مقيمة في المدينة. في حين سجلت الكثافة السكانية 836.4 نسمة لكل كيلومتر مربع (2,166.3/ميل2). وبلغ عدد الوحدات السكنية 922 وحدة بمتوسط كثافة قدره 316.8 لكل كيلومتر مربع (820.5/ميل2).
وتوزع التركيب العرقي للمدينة بنسبة 25.27% من البيض و73.58% من الأمريكيين الأفارقة و0.12% من الأمريكيين الأصليين و0.16% من الأمريكيين ذوي الأصول الآسيوية و0.37% من الأعراق الأخرى و0.49% من عرقين مختلطين أو أكثر و1.56% من الهسبانيون أو اللاتينيون من أي عرق.
بلغ عدد الأسر 811 أسرة كانت نسبة 52.4% منها لديها أطفال تحت سن الثامنة عشر تعيش معهم، وبلغت نسبة الأزواج القاطنين مع بعضهم البعض 35.3% من أصل المجموع الكلي للأسر، ونسبة 35.4% من الأسر كان لديها معيلات من الإناث دون وجود شريك،  بينما كانت نسبة 4.2% من الأسر لديها معيلون من الذكور دون وجود شريكة وكانت نسبة 25.2% من غير العائلات. تألفت نسبة 21.6% من أصل جميع الأسر من عدة أفراد يعيشون في نفس المنزل ونسبة 10.7% كانت تتألف من شخص يعيش بمفرده يبلغ من العمر 65 عاماً أو أكثر. وبلغ متوسط حجم الأسرة المعيشية 3.00، أما متوسط حجم العائلات فبلغ 3.51.
بلغ العمر الوسطي للسكان 27.3 عاماً. وكانت نسبة 36.6% من القاطنين تحت سن الثامنة عشر، وكانت نسبة 10.1% بين الثامنة عشر والرابعة والعشرين عاماً، ونسبة 26.2% كانت واقعةً في الفئة العمرية ما بين الخامسة والعشرين والرابعة والأربعين عاماً، ونسبة 16.2% كانت ما بين الخامسة والأربعين والرابعة والستين، ونسبة 10.8% كانت ضمن فئة الخامسة والستين عاماً فما فوق. يوجد لكل 100 أنثى 82.9 ذكر، ويوجد لكل 100 أنثى في الثامنة عشر من عمرها فما فوق 71.9 ذكر.
بلغ متوسط دخل الأسرة في المدينة 19,167 دولارًا، أما متوسط دخل العائلة فبلغ 20,469 دولارًا. وكان متوسط دخل الذكور 22,351 دولارًا مقابل 18,693 دولارًا للإناث. وسجل دخل الفرد الخاص بالمدينة 8,569 دولارًا. وكانت نسبة 36.1% من العائلات ونسبة 40.5% من السكان تحت خط الفقر، وكان من هؤلاء نسبة 54.6% تحت سن الثامنة عشر ونسبة 23% في الخامسة والستين من العمر وما فوق.

### تعداد عام 2010
بلغ عدد سكان درو 1,927 نسمة بحسب تعداد عام 2010، وبلغ عدد الأسر 686 أسرة وعدد العائلات 485 عائلة مقيمة في المدينة. في حين سجلت الكثافة السكانية 662.2 نسمة لكل كيلومتر مربع (1,715.1/ميل2). وبلغ عدد الوحدات السكنية 764 وحدة بمتوسط كثافة قدره 262.5 لكل كيلومتر مربع (679.9/ميل2).
وتوزع التركيب العرقي للمدينة بنسبة 15.98% من البيض و83.34% من الأمريكيين الأفارقة و0.16% من الأمريكيين الأصليين و0.21% من الأمريكيين ذوي الأصول الآسيوية و0.31% من عرقين مختلطين أو أكثر و0.73% من الهسبانيون أو اللاتينيون من أي عرق.
بلغ عدد الأسر 686 أسرة كانت نسبة 44.6% منها لديها أطفال تحت سن الثامنة عشر تعيش معهم، وبلغت نسبة الأزواج القاطنين مع بعضهم البعض 27.8% من أصل المجموع الكلي للأسر، ونسبة 36.9% من الأسر كان لديها معيلات من الإناث دون وجود شريك،  بينما كانت نسبة 6% من الأسر لديها معيلون من الذكور دون وجود شريكة وكانت نسبة 29.3% من غير العائلات. تألفت نسبة 25.7% من أصل جميع الأسر من عدة أفراد يعيشون في نفس المنزل ونسبة 11.1% كانت تتألف من شخص يعيش بمفرده يبلغ من العمر 65 عاماً أو أكثر. وبلغ متوسط حجم الأسرة المعيشية 2.81، أما متوسط حجم العائلات فبلغ 3.41.
بلغ العمر الوسطي للسكان 29.5 عاماً. وكانت نسبة 31.8% من القاطنين تحت سن الثامنة عشر، وكانت نسبة 11.2% بين الثامنة عشر والرابعة والعشرين عاماً، ونسبة 24.4% كانت واقعةً في الفئة العمرية ما بين الخامسة والعشرين والرابعة والأربعين عاماً، ونسبة 21.2% كانت ما بين الخامسة والأربعين والرابعة والستين، ونسبة 11.5% كانت ضمن فئة الخامسة والستين عاماً فما فوق. وتوزع التركيب الجنسي للسكان بنسبة 43.7% ذكور و56.3% إناث.

## أعلام
- بيلي ستايسي
- أل ديكسون
- آرشي مانينغ